# Кандагар (провінція)
Кандагар (пушту کندھار) — одна з тридцяти чотирьох областей Афганістану. Розташований у південній частині країни між вілаятами Гільменд, Урузган і Забуль. Адміністративний центр — місто Кандагар. Територія — 54 022 км² з населенням майже 890 000 чоловік, понад 300 000 з яких проживають у місті Кандагар. Основне населення — пуштуни.

## Географія
Більшу частину провінції займає Баквійська пустеля. Навколо міста Кандагар розташована оаза, де росте шовковиця й кипариси.

Райони провінції

## Райони
- Аргандаб
- Аргістан
- Даман
- Горак
- Кандагар (адміністративний центр)
- Хакрез
- Маруф
- Майванд
- Міяннашеєн
- Наїш
- Паньвай
- Рег
- Шах-Валі-Кот
- Шорабак
- Спін Болдак
- Зарі